# High4
High4 (кор. 하이포; стилізується як HIGH4) — колишній південнокорейський хлопчачий гурт під керівництвом NAP Entertainment. Гурт складався з учасників Сонґу, Алекса, Мьонхана та Йонджуна. Вони офіційно дебютували 8 квітня 2014 року з піснею «Not Spring, Love, or Cherry Blossoms» за участю IU. 31 січня 2017 року було оголошено, що лідер гурту Сонґу залишає гурт.
16 серпня 2017 року Алекс оголосив у своєму прямому єтері в Instagram, що учасники гурту пішли різними шляхами і вони будуть займатися власними сольними кар'єрами, підтверджуючи розпуск High4.

## Учасники
- Сонґу (성구)
- Алекс (알렉스)
- Мьонхан (명한)
- Йонджун (영준)

## Дискографія

### Мініальбоми
| Назва                                                                            | Деталі альбому | Пікові позиції у чартах | Пікові позиції у чартах | Продажі                 |
| Назва                                                                            | Деталі альбому | KOR                     | JPN                     | Продажі                 |
| Корейські                                                                        | Корейські | Корейські               | Корейські               | Корейські               |
| -------------------------------------------------------------------------------- | --- | ----------------------- | ----------------------- | ----------------------- |
| Hi High                                                                          | - Реліз: 27 серпня 2014 - Лейбл: N.A.P. Entertainment, LOEN Entertainment - Формат: CD, цифрове завантаження Трек-лист 1. «Say Yes» 2. «Headache (뱅뱅뱅)» 3. «True Love» 4. «Time Out» 5. «A Little Closer» (해요 말고 해) feat. Lim Kim 6. «Not Spring, Love, or Cherry Blossoms» (봄 사랑 벚꽃 말고) with IU | 12                      | Н/Д                     | - Південна Корея: 1,162 |
| Blessed                                                                          | - Реліз: 28 лютого 2017 - Лейбл: N.A.P. Entertainment, LOEN Entertainment - Формат: CD, цифрове завантаження Трек-лист 1. «Live, Love, Life intro» 2. «Love Line» 3. «Ooh Girl» 4. «Pray» (기도해) 5. «Last Summer» (네가 없을 뿐인데)                                                                          | 6                       | Н/Д                     | - Південна Корея: 6,320 |
| Японські                                                                         | |                         |                         |                         |
| High Five                                                                        | - Реліз: 8 лютого 2015 - Лейбл: N.A.P. Entertainment - Формат: CD, цифрове завантаження Трек-лист 1. «Day By Day» (Japanese ver.) 2. «Headache» (Japanese ver.) 3. «A Little Closer» feat. Lim Kim 4. «Not Spring, Love, or Cherry Blossoms» feat. IU 5. «Day By Day» 6. «Headache»                             | Н/Д                     | —                       | Н/Д                     |
| Hi Summer                                                                        | - Реліз: 11 липня 2015 - Лейбл: N.A.P. Entertainment - Формат: CD, цифрове завантаження Трек-лист 1. «Baby Boy» (Japanese ver.) 2. «True Love» (Japanese ver.) 3. «Day By Day» (Japanese ver.) 4. «Baby Boy» 5. «True Love» 6. «Day By Day» inst.                                                               | Н/Д                     | —                       | Н/Д                     |
| «—» релізи, що не потрапили у чарти або не були випущені у відповідних регіонах. | |                         |                         |                         |

### Сингл-альбоми
| Назва                | Деталі альбому | Пікові позиції у чартах | Продажі                 |
| Назва                | Деталі альбому | KOR                     | Продажі                 |
| -------------------- | --- | ----------------------- | ----------------------- |
| HookGA (as High4:20) | - Реліз: 3 жовтня 2016 - Лейбл: N.A.P Entertainment, LOEN Entertainment - Формат: CD, цифрове завантаження Трек-лист 1. «HookGA» (Hook가) feat. Hwasa 2. «Weekend» | 10                      | - Південна Корея: 2,875 |

### Сингли
| Назва                                                                            | Рік  | Пікові позиції у чартах | Пікові позиції у чартах | Пікові позиції у чартах | ПРодажі                     | Альбом               |
| Назва                                                                            | Рік  | KOR                     | KOR Hot                 | US World                | ПРодажі                     | Альбом               |
| -------------------------------------------------------------------------------- | ---- | ----------------------- | ----------------------- | ----------------------- | --------------------------- | -------------------- |
| «Not Spring, Love, or Cherry Blossoms» (봄 사랑 벚꽃 말고) (feat. IU)            | 2014 | 1                       | 1                       | 21                      | - Південна Корея: 2,763,793 | Hi High              |
| «A Little Closer» (해요 말고 해) (with Lim Kim)                                  | 2014 | 29                      | —                       | —                       | - Південна Корея: 95,715    | Hi High              |
| «Headache» (뱅뱅뱅)                                                              | 2014 | 171                     | —                       | —                       | - Південна Корея: 11,782    | Hi High              |
| «Day by Day» (비슷해)                                                            | 2015 | —                       | —                       | —                       | - Південна Корея: 14,653    | Сингли поза альбомом |
| «Baby Boy»                                                                       | 2015 | —                       | —                       | —                       | - Південна Корея: 5,411     | Сингли поза альбомом |
| «D.O.A. (Dead or Alive)»                                                         | 2015 | —                       | —                       | —                       |                             | Сингли поза альбомом |
| «Until We Live in the Same Sky» (하나의 하늘에 사는 날까지)                      | 2016 | —                       | —                       | —                       |                             | Сингли поза альбомом |
| «HookGA» (as High4:20, feat. Hwasa)                                              | 2016 | —                       | —                       | —                       |                             | HookGA               |
| «Love Line»                                                                      | 2017 | —                       | —                       | —                       |                             | Blessed              |
| «—» релізи, що не потрапили у чарти або не були випущені у відповідних регіонах. |      |                         |                         |                         |                             |                      |

## Нагороди і номінації
| Нагорода                | Рік  | Категорія                | Номінант / робота                                 | Результат | Прим.  |
| ----------------------- | ---- | ------------------------ | ------------------------------------------------- | --------- | ------ |
| Gaon Chart Music Awards | 2015 | Song of the Year — April | «Not Spring, Love, or Cherry Blossoms» (feat. IU) | Номінація |        |
| Golden Disc Awards      | 2015 | Digital Song Bonsang     | «Not Spring, Love, or Cherry Blossoms» (feat. IU) | Номінація | [ 15 ] |
| Golden Disc Awards      | 2015 | Rookie of the Year       | «Not Spring, Love, or Cherry Blossoms» (feat. IU) | Номінація |        |
| Melon Music Awards      | 2014 | Best Ballad              | «Not Spring, Love, or Cherry Blossoms» (feat. IU) | Номінація | [ 16 ] |
| Melon Music Awards      | 2014 | Hot Trend Award          | «Not Spring, Love, or Cherry Blossoms» (feat. IU) | Номінація |        |

### Перемоги на музичних шоу
| Шоу      | Дата           | Пісня                                  | Прим.  |
| -------- | -------------- | -------------------------------------- | ------ |
| Inkigayo | 11 травня 2014 | «Not Spring, Love, or Cherry Blossoms» | [ 17 ] |